# Señorío de Gibelet

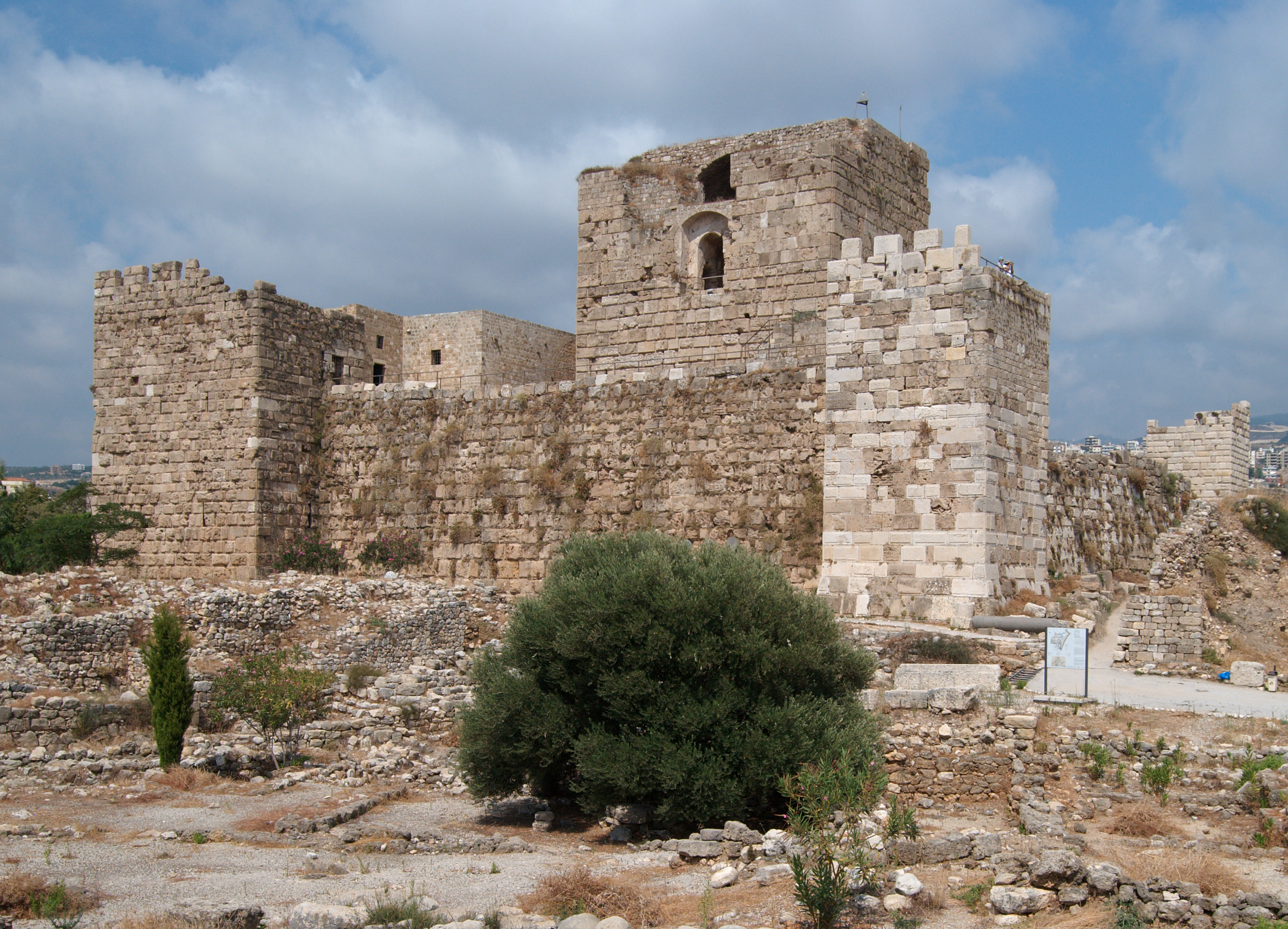
Castillo de Biblos.

El señorío de Gibelet (también Gibello, Gibelletto o Jebail) fue un feudo del condado de Trípoli, uno de los estados cruzados en Tierra Santa.
El suyo era un territorio costero, en la parte sur del condado de Trípoli, limitando al sur con el señorío de Beirut en el Reino de Jerusalén.

## Historia
Los genoveses recibieron una cuarta parte del condado en agradecimiento por la ayuda en la conquista de esta misma y fundaron una de sus colonias comerciales.
Gibelletto o Gibelet, conocido en la antigüedad por el nombre de Biblos y actualmente como Jebail, fue conquistada por los cruzados en 1104 y fue dado por Beltrán de Tolosa al almirante genovés de Guillermo Embriaco. La antigua ciudad con su puerto fue la sede y capital del señorío gobernado por la familia de Embriaco que la conservaría hasta 1302, con la excepción de los años posteriores en 1187 cuando fue ocupada por Saladino.
Los señores de Gibelet fueron vasallos del conde de Trípoli hasta finales del siglo XIII, y después de la caída de Trípoli existió por un breve periodo de tiempo como vasallo de los mamelucos. En 1302 la ciudad fue abandonada, al parecer en modo pacífico.

## Señores de Gibelet
- 1109-después 1118: Guillermo I Embriaco
- antes de 1127-1135: Hugo I Embriaco
- 1135-1157: Guillermo II Embriaco se casó con Sancha
- 1157-1184: Hugo II Embriaco (fallecido en 1184), hijo del anterior.
- 1184-1187: Hugo III Embriaco (fallecido en 1196), hijo del anterior; se casó en 1179 con Estefanía de Milly, hija de Enrique el Búfalo de Milly .
- 1187-1197: conquista de Saladino.
- 1197-1241: Guido I Embriaco (fallecido en 1241), hijo de Hugo III y Estefanía de Milly; se casó en 1204 con Alicia, hija de Bohemundo III de Antioquía y Sibila.
- 1241-1271: Enrique I Embriaco (fallecido en 1271), hijo del anterior; se casó alrededor de 1250 con Isabel, hija de Balián de Ibelín, señor de Beirut y Eschiva de Montbéliard.
- 1271-1282: Guido II Embriaco (fallecido en 1282), hijo del anterior; se casó con Margarita, hija de Julian Grenier, conde de Sidón.
- 1282-1289: ocupado por Bohemundo VII, conde de Trípoli, luego conquistado por los mamelucos que lo devuelven a Pedro Embriaco
- 1289-1302: Pedro Embriaco (fallecida en 1331), hijo del anterior